# Damehane Yark
Le Gal. Damehane Yark est né le 31 décembre 1963 à Dapaong. Il est un militaire et homme politique togolais. 

## Carrière politique
En juillet 2012, Damehane Yark devient ministre de la Sécurité et de la Protection civile dans les gouvernements Ahoomey–Zunu I et II. En qualité du ministre de la sécurité et de la protection civile en 2023, il a réussi à imposer le port obligatoire du casque pour les usagers et passagers de motos. L’opération « Obligation de port de casque par le passager » a pour but de réduire les accidents de la circulation. Le 9 septembre 2023, il devient ministre d'État, ministre de l'Eau et de l'Hydraulique villageoise du Togo.
Le 20 août 2024, il a été nommé de nouveau, Ministre d’Etat  mais change de porte et gère ensuite le portefeuille du ministère des ressources halieutiques, animales et de la réglementation de la transhumance dans le nouveau gouvernement transitoire de Victoire Tomégah Dogbé.

## Distinctions
- 2017 :  Commandeur de l'ordre national du Mérite du Togo[6]